# زبان نیابشری
زبان نیابشری سلف فرضی ژنتیکی مستقیم تمامی زبان‌های انسانی است. حدس و گمان در مورد «ویژگی‌های» زبان نیابشری محدود به رده‌شناسی زبانی است؛ به عبارت دیگر، مشخص کردن ویژگی‌های جهانی مشترک در همه زبان‌های انسانی مانند دستور زبان (به معنای «توالی‌های ثابت یا ترجیحی عناصر زبانی») و تکرار اما فرای این چیزی در مورد آن شناخته‌شده نیست.

### کتابشناسی
- Campbell, Lyle, and William J. Poser. 2008. Language Classification: History and Method. Cambridge: Cambridge University Press.